# Bathynectes longispina
Bathynectes longispina (tên thường gọi trong tiếng Anh là bathyal swimming crab, nghĩa là cua bơi biển sâu) là một loài cua trong họ Polybiidae (hoặc phân họ Polybiinae của họ Portunidae).
Loài này sống trên núi ngầm và đồi ngầm, ở nơi sâu đến 600 mét (2.000 ft). Nó có bề ngoài tương tự với những loài cùng liên họ Portunoidea, nhưng có ngón chân bơi thoái hóa và chân bò dài. Là sinh vật thích ứng với nước sâu nên B. longispina có mắt to.